# 日本副單棘魨
日本副單棘魨（学名：Paramonacanthus japonicus），又名剝皮魚，为輻鰭魚綱魨形目鱗魨亞目單棘魨科副單棘魨屬下的一个种，為熱帶海水魚，分布於印度西太平洋區，從日本南部至新幾內亞西北部、澳洲海域，棲息深度34-46公尺，體長可達12公分，棲息在沙底質礁石區，生活習性不明。